# CR天才バカボン
CR天才バカボン（シーアールてんさいバカボン）は、大一商会が開発・販売した、CR機または現金機デジパチシリーズ。赤塚不二夫原作の漫画およびアニメ『天才バカボン』のタイアップパチンコ機。2003年以降に販売されているシリーズ機についても本項で扱う。

## 概要
2000年末、CRデジパチ機において、事実上リミッターが廃止となった時期にホールに登場した。
元の原作『天才バカボン』の魅力はもちろんだが、発生時点で大当たりが確定するチャッカー入賞音「タリラリラン音」、キャラが出れば出るほど信頼度がアップする「ステップアップ予告」、それに伴って登場する高信頼度の予告キャラ「白いウナギイヌ」、それぞれのリーチで一度ハズレた後に、復活演出として発生する「ならでは当たり」など最後まで目が離せぬよう演出面に大きく力を入れた。
本シリーズのキャラクターを使用した機種として、2004年にレレレのおじさんが主人公（ただし演出上の主人公は本官）の羽根モノ機種『CRレレレにおまかせ!』、2007年にその続編となる『CR新レレレにおまかせ!』も登場した。

## 主な登場人物
当初は『レレレの天才バカボン』までのアニメ4作品のキャストを織り交ぜていたが、作品が進むにつれて第3作『平成天才バカボン』のキャスティングに統一されていった。
バカボンのパパ
声：富田耕生
バカボン
声：亀井芳子（『2』まで）→林原めぐみ（『41才の春だから』以降）、入野自由（『神』以降・林原との二人一役）
ハジメ
声：貴家堂子（『2』まで）→ゆきじ（『41才の春だから』）→坂本千夏（『4』以降）
バカボンのママ
声：増山江威子（『2』以降）
レレレのおじさん
声：千葉繁
本官さん
声：千葉繁
ウナギイヌ
声：田原アルノ（『41才の春だから』以降）

## CR天才バカボン
シリーズ1作目。

### 特徴
- 1/2確率変動タイプ（EXをのぞく）。
- パチンコ機で最初にFM音源を採用した。
- 大当たり時に『天才バカボン』初代版アニメの主題歌（テレビ版、レコード版とはコーラスなどが若干異なる）が流れる。
- 停電などのトラブルに対応するレジューム機能付き。この機能のため朝一出目は本来「123」だが、バラバラ目（前日を引き継ぎ）のホールもある。
- 現金機EXには16R目にCR版にない四コマ漫画演出がある。
- 各リーチにコミカルな大当たり逆転演出パターンがある（「ならでは当たり」）。

### スペック
1. 『CR天才バカボンV』（2000年12月）
  - 大当たり確率 低確率→1/315.5　高確率→1/63.1
  - 確率変動割合 50%
  - ST　10000回
  - 賞球数 5&10&15 大当たり15R10C
2. 『CR天才バカボンE』（2001年）
  - 大当たり確率 低確率→1/315.5　高確率→1/63.1
  - 確率変動割合 50%
  - ST　10000回
  - 賞球数 5&10&15 大当たり15R9C
3. 『天才バカボンEX』（2001年）
  - 大当たり確率 1/209.5
  - 大当たり終了後は奇数図柄で120回、偶数図柄で40回の時短。
  - 賞球数 5&12&13 大当たり16R10C

### 予告演出
- ステップアップ予告はウナギイヌ→本官→レレレ→パパ→バカボンと登場する。キャラが多いほどチャンス。
  - ステップ3のレレレ登場でほぼリーチ、パパ登場で高確率でスーパーリーチに発展するが、たまに発展しないこともある。ステップ5のバカボン登場でスーパーリーチ確定。
- ステップアップ予告の最初、ウナギイヌの代わりに「白ウナギイヌ」が登場すれば、期待度大。
- ステップアップ予告でパパが登場した際にレレレとぶつかれば、信頼度の極めて高い「マルチ4チャンネル系リーチ」へと発展する。
- 変動中に背景を通過する「ママ予告」は、リーチにすらならないことも多いが、他の予告演出と複合することによって、信頼度が大幅にアップする、特殊な予告演出となっている。
- 図柄停止と同時にステージが青白く激しく光る「サファイアフラッシュ」はスーパーリーチ確定&信頼度アップ。
- リーチ時のテンパイ音が、パパの声で「リーチなのだ」となる「スペシャルテンパイ音」、ノーマルリーチ時に発生する「パパの顔アップ（イエローパパ）」は、共にスーパーリーチ確定&信頼度アップ。
- ミニキャラのトンボとカエルの同時登場は大当たり確定。原作（ウナギイヌ誕生のエピソード）やアニメ『元祖天才バカボン』の主題歌から。
- 入賞時の「タリラリラン音」は大当たり確定。変動中（図柄回転からリーチが終わるまで）もその変動が大当たりになる回転であれば、チャッカーに玉が入賞する度に発生抽選がされており、変動終了までに複数回鳴る可能性がある。
- 砂漠背景チェンジは確率変動大当たり確定。
- 雨背景時の大当たりは確率変動確定。そのため、雨背景から背景がチェンジ（雨上がり）した直後の回転での大当たりは、通常図柄大当たりの可能性が高い。
- 左右の図柄がテンパイせずリーチにならなくても、本官さんが登場して右図柄をピストルで撃ってテンパイさせる本官さんすべり、レレレのおじさんが登場して右図柄をホウキで掃いてテンパイさせるレレレすべりによって、リーチになる可能性がある（後者は発生時点でリーチ確定）。
- 図柄潰れ演出のすべりリーチ（潰れテンパイ）は信頼度が下がるとされている（内部的にはすべりなしと同系演出である）。
- まれに左右がテンパイしたのに演出が起こらず即外れる場合がある。これは仕様であり、バグではない。

### リーチ演出
本官さんリーチ
本官さんが登場し、図柄を撃って大当たりをねらう。
マルチ2リーチ
画面が2分割されパパとバカボンが大当たりをねらう。リーチ時の左右テンパイ図柄ではなく、ノーマルリーチ時の中出目が有効図柄となるという特徴がある。ただし、全体的な出目の法則として、図柄が降格（確変図柄でリーチがかかったのに、通常図柄で大当たり）するような形にはならない。そのため、左右図柄が奇数時の「マルチ2リーチ」は期待大。万が一、左右が奇数図柄でテンパイしたのに、中出目が偶数図柄となった状態でこのリーチに発展した場合は、「ならでは当たり」が必ず発生して、奇数図柄で大当たりとなる（ただし極めて稀）。
危機一髪リーチ
激流の中で大当たり図柄を持つバカボンを、パパが釣り上げる。
マルチ4だるまさんリーチ
画面が4分割され「ハジメ」が登場する。「だるまさんがころんだ」の掛け声とともに、図柄が止まれば大当たり。
マルチ4チャンネルリーチ
画面が4分割され4種類のリーチが次々とかかる。全リーチ中、最高の信頼度を誇る。
全回転リーチ
通常変動時に中出目から★が飛び散り、図柄停止時にサファイアフラッシュが発生すると、リーチと同時にサイレンを鳴り響かせて救急車が登場し、全回転リーチへと発展する。大当たり確定。通常図柄で全回転リーチになっても、3箇所の確変昇格ポイントがある。
「マルチ4チャンネルリーチ」「全回転リーチ」を除く、全てのスーパーリーチに、「ならでは当たり」（再始動）が存在する。ただし、それぞれのスーパーリーチ演出に対して1箇所ずつしか復活ポイントがなく、再始動が存在しないハズレパターンも多い。この点は、続編の「CR天才バカボン2」によって改善されている。

### 再抽選演出
アニメ「天才バカボン」の主題歌の1フレーズ、「♪天才一家だ。バーカボンボン」のメロディに合わせて、図柄が再始動〜停止する。昇格チャンスは2回。全回転リーチを除いた、全ての大当たり後に発生する。

## CR天才バカボン2
シリーズ2作目。

### 特徴
- 1/2確率変動タイプ（EXをのぞく）。
- 大当たり中はアイドル・フォーが歌う第1作OPの1番が流れる。
- 大当たりラウンド中演出は、パパがクイズを出題し、次のラウンドでその答え合わせをする（問題はランダムで3つ出題）。後半はプレミア演出情報（ランダムで2つ出現）。
- 大当たりラウンド中に、プレミアム演出情報が、11R〜12Rと13R〜14Rの2回出現。またこのプレミアム演出情報には裏技があり、通常はプレミア情報（キャラや演出）が「（丸字で囲った）秘」マークで隠されているものの、10RでVゾーンに最低1個以上入賞させた上で8C以内の入賞に留め、下皿（アタッカー）が自動的に閉まるのを待てば（1Rは約30秒）、以降隠されているプレミア情報が「秘」マークなしで見ることができる。
- 朝一出目は「008」（背景の季節は「春」から始まる）。
- 高確率状態や時短中、ならびに時短終了後30回転（ハーフスペックXEの場合は、初当たりが通常大当たりの場合には時短がつかないため、偶数大当たり終了後30回転も同様）まで、保留玉マークがハチマキ付きになる。
- 保留玉マークがハチマキ付きの状態で大当たりを引けば連チャンと見なされ、10連チャン確定時には、背景が火山背景となり、「大爆発」などと表示されるようになる。
- 現金機EXの16Rにあった四コマ漫画演出は廃止され、15Rと同じになった。

### スペック
1. 『CR天才バカボン2 XE』（2003年4月）
  - 大当たり確率 低確率→1/315.5 高確率→1/63.1
  - 確率変動割合 1/2
  - リミット　250回
  - 高確率状態での通常大当たり終了後100回の時短
  - 賞球数 4&7&15 大当たり15R9C
2. 『CR天才バカボン2 WE』（2003年5月）
  - 大当たり確率 低確率→1/350.5　高確率→1/58.4
  - 確率変動割合 1/2
  - リミット　250回
  - 通常大当たり終了後100回の時短
  - 賞球数 4&7&15 大当たり15R9C
3. 『CR天才バカボン2 GE』（2003年6月）
  - 大当たり確率 低確率→1/326.5　高確率→1/54.4
  - 確率変動割合 1/2
  - リミット　250回
  - 高確率状態での通常大当たり終了後100回の時短
  - 賞球数 5&7&15 大当たり15R9C
4. 『CR天才バカボン2 W』（2003年6月）
  - 大当たり確率 低確率→1/359.5　高確率→1/59.9
  - 確率変動割合 1/2
  - リミット　250回
  - 通常大当たり終了後100回の時短
  - 賞球数 4&7&15 大当たり15R10C
5. 『CR天才バカボン2 X』（2003年5月）
  - 大当たり確率 低確率→1/326.5　高確率→1/54.4
  - 確率変動割合 1/2
  - リミット　250回
  - 高確率状態での通常大当たり終了後100回の時短
  - 賞球数 4&7&15 大当たり15R10C
6. 『天才バカボン2 EX』（2003年5月）
  - 大当たり確率 1/215.5
  - 確率変動 なし
  - 大当たり終了後「7」図柄で200回、「7」以外の奇数図柄で100回、偶数図柄で50回の時短
  - 賞球数 5&7&13 大当たり16R10C

### 予告演出
前作『CR天才バカボン』で人気だった演出が多く引き継がれている。
- 背景は『春』『夏』『秋』『冬』の4種類。前作で好評だったプレミアムの砂漠背景に加えて、「ニューヨーク背景」（ただしこちらは大当たり確定止まり（偶数図柄当りもあり））などのプレミアムが追加された。
  - また、保留が「ハチマキ」の状態（「確変中」・「時短中」・「単発大当たり終了後及び時短終了後30回転まで」）で10連荘達成で「火山背景」に変化する。
- 保留玉連続予告として、ウナギイヌの連続登場は期待度アップ。通常時は自力当選によるウナギイヌ出現の可能性も大いにあるため、連続予告中との判別がしにくいが、確率変動時はガセ演出が減少するため、わかりやすくなる。
- ステップアップ予告は前作同様、ウナギイヌ→本官→レレレ→パパ→バカボンと登場する。キャラが多いほどチャンス。
  - 本官がいつもと違う場所から登場した場合は、レレレが必ず登場する。
  - パパ登場後、パパがレレレとぶつかれば「マルチ4チャンネルリーチ」や「ハジメちゃんリーチ」など画面4分割以上リーチに発展。秋背景では2人とも風に飛ばされるためぶつかる演出はないが、画面外から戻ってきて「マルチ4チャンネルリーチ」などに発展する。
- ステップアップ予告の最初、ウナギイヌの代わりに「白ウナギイヌ」が登場すれば、期待度大。本作では大当たりが確定する「青いリボンのシロウナギイヌ」、奇数図柄大当たりが確定する「金のウナギイヌ」も登場する。
  - 今作では白ウナギイヌなどが登場した時に“♪ピヨン”という大きな効果音が鳴るようになった。
- 図柄にデザインされているナルト模様が、変動停止時に光る「ナルトフラッシュ」はリーチ確定（すべり予告の有無とその発展先によって、大当たり確定となる裏要素もある）。
- 変動中に背景を通過する「ママ予告」は、前作よりガセ演出としての出現率がアップしており、全体的に信頼度が下がっているものの、他の予告演出と複合することによって、信頼度が確実にアップする。
- 「サファイアフラッシュ」（図柄停止時に液晶上の「バカボン2」のエンブレムの「2」の字が紫色に光る）はスーパーリーチ確定&信頼度アップ。ただし、この予告の存在が公式サイトやリーフレットなどで公表されていなかったために、認知度は低かった。
- リーチ時のテンパイ音が、パパの声で「リーチなのだ」となるスペシャルテンパイ音、ノーマルリーチ時に発生する「パパの顔アップ（イエローパパ）」は、共にスーパーリーチ確定&信頼度アップ。スペシャルテンパイ音が、ママの声で「リーチよ」、およびパパの声で「これでいいのだ」は大当たり確定のプレミアム。
- 入賞時の「タリラリラン音」は大当たり確定。本作では保留玉ランプが満タン時は、「タリラリラン音」の発生抽選が行われなくなった為に鳴らなくなった。パパの声で「バカボ〜ン」と鳴れば、確率変動大当たり確定のプレミアム直撃音。
- ツクシや雑草、ススキや雪だるまなどの背景ミニキャラが「何もなし」という状態が、前作での雨背景と同等の効果（当たれば確率変動確定）を持つことになった。雨上がりに比べて、その変化が非常に分かりにくいが、やはり前作同様に「背景ミニキャラがない状態」から「背景ミニキャラが登場した回転」での大当たりは、奇数図柄でテンパイしていない限り、通常大当たりの可能性が高くなっていた。

### リーチ演出
レレレリーチ
レレレが登場し、図柄を掃いて大当たりをねらう。後半は再度レレレが図柄を掃くパターンと、本官が登場して図柄を撃つパターンがある。なお、本官登場時のみショートハズレのパターンがあり、この場合はハズレ確定。
マルチ2リーチ
前半は画面が2分割されバカボンとパパがそれぞれ、後半は1画面となり2人同時に大当たりをねらう。前作とは異なり、発展時にテンパイ図柄した図柄が中出目として落ちてくる。たまに偶数図柄から奇数図柄に変化することもあるが、この場合は期待度が下がる。なお、前半ハズレ時はパパ側（下画面・2回目）の図柄が適用される。
つり橋リーチ
本官に追いかけられた後に橋が崩れ、パパとバカボンが落下する橋を飛び移りながら大当たり図柄をねらう。後半は中図柄をイカダに改造し、それに乗って漕ぎつつ大当たり図柄に飛び移る。
マルチ4チャンネルリーチ
画面が4分割され4種類のリーチが次々とかかる。前作同様マルチ2リーチは1回チャンスとなり、ハズレの場合も上下の図柄が同時に停止する。
マルチ4+5チャンネルリーチ
マルチ4チャンネルリーチのハズレ後に発展。各リーチの後半とママさんリーチで展開される、5回分のチャンスが追加される。この機種でもっとも信頼度の高いスーパーリーチ。
マルチ9チャンネルリーチ
画面が最初から9分割される。発展した時点で大当たり確定。なおかつ、1〜8チャンネル目で当たることなく、9チャンネル目（つり橋リーチ後半）まで発展すれば、奇数図柄大当たり確定（「ならでは当たり」でも有効）。
ハジメちゃんリーチ
「ハジメ」が登場し、おなじみ「だるまさんがころんだ」で大当たりをねらう。前作は4回チャンスだったのに対し、今作では7回チャンスに増加（「ならでは当たり」を除く）。本機でも大当たり図柄が降格するいわゆる「成り下がり当たり」がないため、テンパイ図柄が変化する5回目か7回目で大当たりすれば、奇数図柄大当たり確定。加えて「ならでは当たり」が発生した場合も7回目に煽る図柄が揃うため、奇数図柄大当たり確定となる。
ママさんリーチ
トリプルリーチ。「ハジメちゃんリーチ」と同じ理由で1回目か3回目で大当たりすれば、奇数図柄大当たり確定。そのためほとんどは2回目での大当たりとなる。同様に「ならでは当たり」が発生した場合も3回目に煽る図柄が揃うため、奇数図柄大当たり確定。さらに奇数図柄のテンパイでこのリーチに発展した場合も奇数図柄大当たり確定となる。なお、ハズレ時は発展時にテンパイしていた図柄（2回目に煽る図柄）が適用される。
全回転リーチ
リーチ時のリーチロゴが旧作のロゴになれば、前作のリアカーパパ&バカボンが登場して発展。前作では全回転リーチ発展時にけたたましいサイレン音とともに救急車が必ず登場していたが、今作では必ず登場するわけではなく、全回転リーチ発展確定のプレミアムキャラとして、図柄変動中に音もなく高速で背景を通過していくので気が付きにくくなっている。偶数図柄のテンパイから発展しても、「ならでは当たり」的な2種類の奇数図柄昇格演出があり、なおかつ発生しなかった場合は再抽選も発生する。
全てのリーチの、ほぼ全てのハズレパターンで「ならでは当たり」（再始動）が搭載されている。リーチフロー的に復活の可能性がないハズレパターンは、「レレレリーチ」で本官が登場した際のショートハズレのみである。また、前作のスーパーリーチを再現したプレミアム演出も搭載されている。

### 再抽選演出
前作同様、「♪天才一家だ。バーカボンボン」のメロディに合わせて、図柄が再始動〜停止する。ただし、昇格チャンスは2回増えており、計4回。奇数図柄でしか揃わないパターン（ママさんリーチの1・3回目など）を除く、全ての大当たり後に発生する。

## CR天才バカボン クラシック
2007年9月発売のシリーズ3作目。ただしCR天才バカボンシリーズの三代目として位置づけされた新作ではなく、シリーズ一作目のCR天才バカボンVを羽根デジとしてリメイクしたリバイバル機。CR天才バカボンVとほぼ同様のスペックとなる、ミドルスペックタイプも同時に発売。

### 特徴
- 盤面サイズが大きくなったことに伴い、液晶サイズが6インチから9インチに増大。
- 発売当時は連続予告が禁止されていたため、代わりの新予告演出として「擬似連続予告」「カットイン予告」が追加。
- 従来のプレミアム演出はそのままに、新しく追加されたプレミアム演出が、確率変動中限定で発生。
- 大当たりラウンド中に、確率変動昇格チャンスとなる演出が追加。
- BGMがアレンジ版に差し替え。大当たり中はアイドル・フォーが歌う第1作OPの1・2番が流れる。

### スペック
1. 『CR天才バカボンクラシックKS』（2007年9月）
  - 大当たり確率 低確率→1/96.167　高確率→1/9.618
  - 確率変動割合 45% (15R確変10%:5R確変35%)
  - 高確率状態での通常大当たり終了後50回の時短、低確率状態での通常大当たり終了後の15回時短
  - 賞球数 3&10&11
  - ラウンド数 15R/9C or 5R/9C
2. 『CR天才バカボンクラシック』（2007年9月）
  - 大当たり確率 低確率→1/315.5　高確率→1/31.6
  - 確率変動割合 50%
  - 高確率状態での通常大当たり終了後100回の時短、低確率状態での通常大当たり終了後50回の時短
  - 賞球数 3&5&10&13
  - ラウンド数 15R/9C

## CR天才バカボン 41才の春だから
2009年3月発売のシリーズ4作目・3代目。
機種名に「3」というタイトルを用いる代わりに、1967年4月9日に天才バカボンの連載が始まってから2009年3月16日の時点で41年と11ヶ月目ということと『元祖天才バカボン』の後期エンディングテーマ・『元祖天才バカボンの春』の歌詞をかけて、「41才の春だから」というサブタイトルでの発表となっている。また、本機では導入前から積極的にテレビCMが放映されている。
また、当機のリリースに併せて、ストーリー系リーチの原案になったアニメエピソードを収録したDVD、『平成天才バカボン 41才の春だからセレクション』ASIN B001TRYC0W が2009年4月24日、竹書房より発売された。

### 特徴
- バカボンの声優が第4作で演じた亀井芳子から、第3作で演じた林原めぐみに交代。また、ウナギイヌにセリフが付き、第3作でウナギイヌを演じた田原アルノが起用された。なお、ハジメの声優は第1・2作で演じた貴家堂子から、第4作で演じたゆきじに変更されている。
- シリーズを通して初の2R確変搭載機。ヘソと電チューで2R確変確率の振り分けの異なるタイプとなっている。
- この機種より新枠での発売となり、パトランプの役モノが盤面上に3つ配置されている。
- 従来のシリーズでは、デフォルメした数字のみの図柄であったが、このシリーズではキャラクターの絵となっている。
- 大一商会の他機に倣い、回転中の予告キャラクターに赤ウナギイヌが追加されている。信頼度は白ウナギイヌと黒ウナギイヌの間に位置する。

### スペック
1. 『CR天才バカボン 41才の春だから』（2009年3月）
  - 形式名 CR天才バカボンNM-S
  - 大当たり確率 低確率→1/341.5　高確率→1/34.15
  - 確率変動割合 63.5%

【ヘソ】15R確変:46.5%、15R確変(JUB):1%、2R確変(電サポ有):9%、2R確変(初回電サポ無):7%、15R通常:36.5%
【電チュー】15R確変:60.5%、15R確変(JUB):1%、2R確変(電サポ有):2%、15R通常:36.5%
  - 全ての大当たり終了後100回の時短（2R確変当たりの一部は初回のみ電チューサポートなし）
  - 賞球数 3&10&14
  - ラウンド数 15R/8C
2. 『CRA天才バカボン 41才の春だから for 遊』（2009年4月）
  - 形式名 CRA天才バカボンNS
  - 大当たり確率 低確率→1/99.83　高確率→1/9.98
  - 確率変動割合 57.5%

15R確変:10%、15R確変(JUB):1%、5R確変:31.5% 2R確変(電サポ有):10%、2R確変(初回電サポ無):5%、5R通常:42.5%
  - 全ての大当たり終了後30回の時短（2R確変当たりの一部は初回のみ電チューサポートなし）
  - 賞球数 3&10&12
  - ラウンド数 5or15R/8C
3. 『CRA天才バカボン 1/41の甘だから』（2009年11月）
  - 形式名 CRA天才バカボンXS
  - 大当たり確率 低確率→1/41.61　高確率→1/16.53
  - 確率変動割合 100%（4回転限定）

15R確変:1.5%、4R確変:98.5%
  - 確変・時短中の大当たり終了後45回の時短（4Rで初当たりした場合、4回の確変中に当たらなければ時短は付かない）
  - 賞球数 3&10
  - ラウンド数 4or15R/9C

### 図柄キャラクター
シリーズで初めて図柄にキャラクターが採用された。後述の『4』も同様。なお、STタイプの『1/41の甘だから』のみ全ての図柄が確変図柄になっている。
- 確変図柄
  - 1. ハジメ
  - 3. ママ
  - 5. バカボン
  - 7. パパ

- チャンス図柄
  - 2. ウナギイヌ
  - 4. 夜のイヌ
  - 6. 本官
  - 8. レレレ

## CR天才バカボン4〜決断の瞬間(とき)〜
2012年5月発売のシリーズ5作目・4代目。
本機最大の特徴は、パチンコ業界初となる「大当たりのラウンド数を遊技者が選べる機能」を搭載したことである。具体的には、画面上で大当たりが確定した後に、盤面右側にある二股のスルーのどちらかに玉を通すことにより大当たりラウンド数を選択し、緑色のスルー（あんしんルート）を通した場合は必ず10ラウンド（『ガラポン三昧』では7ラウンド）の大当たりとなり、赤色のスルー（ドキドキルート）を通した場合は4ラウンドと16ラウンドの大当たりが1:1（『ガラポン三昧』では3:1）で抽選される。

### 特徴
- ハジメの声優に坂本千夏が起用され、完全に第3作『平成天才バカボン』を踏襲したキャスティングになった。
- 演出などはこれまでは2Dアニメが中心だったが、本機からはストーリーモードのアニメーションに留まり、ほぼ3Dポリゴンで制作された。
- これまでのシリーズで好評だった予告やリーチ演出を厳選して一度に集めた上に、その他の演出面・機能面・映像面を前作より格段に強化し、新たに「ガラポン」役物を搭載した。これによりボーナス抽選や下記にある突確抽選を行う事が可能になった。
- シリーズ初のバトルスペック。確変中にチャンス図柄でリーチがかかると、確変昇格と継続を賭けたバトル演出が発生する。また新たに突確機能(稀に出玉あり)を設け、上記の「ガラポン」役物の抽選により確変に突入する事がある。
- それまでのパチンコ枠「D-ラグジュ」が部品の不具合による発火の恐れがあり導入からわずか1年で回収された為、この台より新枠「D-バーニング」での発売となった。前枠であったラッキースピンは廃止され、パトランプも役物の一部に隠れている。
- 大当り中には初代・元祖・平成天才バカボンのOP、元祖のED「元祖天才バカボンの春」が流れるが、超大当りの時だけ、HOME MADE 家族がこの台の為に書き下ろしたテーマソング「気分はまるでjackpot!」が1コーラス流れる仕組みになっている。

### スペック
1. 『CR天才バカボン4～決断の瞬間(とき)～』（2012年5月）
  - 形式名 CR天才バカボン4NT-F
  - 大当たり確率 低確率→1/278.7　高確率→1/27.8
  - 確率変動割合 67%

【ヘソ】16R確変:5%、4or10or16R確変:33%、16R確変(出玉なし):29%、4or10or16R通常:33%
【電チュー】16R確変:5%、4or10or16R確変:55.5%、16R確変(出玉なし):6.5%、4or10or16R通常:33%
  - 全ての大当たり終了後50回の時短
  - 賞球数 3&10&15
  - ラウンド数 4or10or16R/9C
2. 『CR天才バカボン4～超決断の瞬間(とき)～』（2012年7月）
  - 形式名 CR天才バカボン4NL
  - 大当たり確率 低確率→1/399.8　高確率→1/39.98
  - 確率変動割合 77%
【ヘソ】16R確変:5%、4or10or16R確変:44%、16R確変(出玉なし):28%、4or10or16R通常:23%
【電チュー】16R確変:5%、4or10or16R確変:65.5%、16R確変(出玉なし):6.5%、4or10or16R通常:23%
  - 全ての大当たり終了後50回の時短
  - 賞球数 3&10&15
  - ラウンド数 4or10or16R/9C
3. 『CR天才バカボン4～ガラポン三昧～』（2012年7月）
  - 形式名 CR天才バカボン4NS
  - 大当たり確率 低確率→1/99.7　高確率→1/9.97
  - 確率変動割合 53.5%
【ヘソ】16R確変:1%、4or7or16R確変:31.5%、16R確変(出玉なし):21%、4or10or16R通常:46.5%
【電チュー】16R確変:5%、4or7or16R確変:50%、16R確変(出玉なし):2.5%、4or10or16R通常:46.5%
  - 全ての大当たり終了後30回の時短
  - 賞球数 3&10&12
  - ラウンド数 4or7or16R/7C

## CR天才バカボン～V!V!バカボット!～
2015年12月発売のシリーズ6作目・5代目。

### 特徴
- シリーズ初のV-ST機。

### スペック
1. 『CR天才バカボン ～V!V!バカボット!～ 319VERSION』（2015年12月）
  - 形式名 CR天才バカボン5KM
  - 大当たり確率 低確率→1/319.7　高確率→1/78.9
  - 確率変動割合 ヘソ→50%　電チュー→100%（115回転まで）

【ヘソ】16R確変:1%、実質11R確変:49%、実質11R通常:50%
【電チュー】16R確変:67%、4R確変:33%
  - 通常大当たり終了後100回の時短
  - 賞球数 3&1&10&15
  - ラウンド数 4or12or16R/9C
2. 『CR天才バカボン ～V!V!バカボット!～ 219VERSION』（2015年12月）
  - 形式名 CR天才バカボン5KT
  - 大当たり確率 低確率→1/219.9　高確率→1/106.0
  - 確率変動割合 ヘソ→50%　電チュー→100%（110回転まで）

【ヘソ】16R確変:1%、10R確変:49%、10R通常:50%
【電チュー】16R確変:50.5%、4R確変:49.5%
  - 通常大当たり終了後100回の時短
  - 賞球数 5&1&10&13
  - ラウンド数 4or10or16R/9C
3. 『CR天才バカボン ～V!V!バカボット!～ 199VERSION』（2015年12月）
  - 形式名 CR天才バカボン5KG
  - 大当たり確率 低確率→1/199.8　高確率→1/98.1
  - 確率変動割合 ヘソ→50%　電チュー→100%（110回転まで）

【ヘソ】16R確変:1%、実質9R確変:49%、実質9R通常:50%
【電チュー】16R確変:50.5%、4R確変:49.5%
  - 通常大当たり終了後100回の時短
  - 賞球数 3&1&5&14
  - ラウンド数 4or10or16R/9C
4. 『CR天才バカボン ～V!V!バカボット!～ スウィートversion』（2016年3月）
  - 形式名 CR天才バカボン5KS
  - 大当たり確率 低確率→1/99.9　高確率→1/51.7
  - 確率変動割合 ヘソ→50%　電チュー→100%（50回転まで）

【ヘソ】16R確変:1%、実質4R確変:49%、実質4R通常:50%
【電チュー】16R確変:10%、6R確変:90%
  - 通常大当たり終了後50回の時短
  - 賞球数 4&1&7&5&11
  - ラウンド数 6or16R/10C
5. 『CR天才バカボン ～V!V!バカボット!～ 1/29version』（2016年6月）
  - 形式名 CRちょいパチ天才バカボン5-29
  - 大当たり確率 低確率→1/29.9　高確率→1/29.9
  - 確率変動割合 ヘソ→40%　電チュー→100%（20回転まで）

【ヘソ】16R確変:1%、4R確変:39%、4R通常:60%
【電チュー】16R確変:10%、6R確変:90%
  - 通常大当たり終了後10回の時短
  - 賞球数 6&1&5&6
  - ラウンド数 4or16R/8C

### 図柄キャラクター
図柄の色が赤（3・7）、紫（2・6）、緑（1・5）、青（4・8）の4色になり、キャラクターの配置も一部変更された。
本作では『クラシック』までのように数字のみのものがメインだが、一部ステージのみキャラクターが描かれたものに変わる。また、そのステージや一部のリーチでは数字のデザインが『初代』および『クラシック』のものになる。
- 16R確変図柄
  - 7. パパ

- その他の図柄
  - 1. ママ
  - 2. レレレ
  - 3. ハジメ
  - 4. 夜のイヌ
  - 5. バカボン
  - 6. 本官
  - 8. ウナギイヌ

## P神・天才バカボン
2021年10月発売のシリーズ7作目・6代目。

### 特徴
- シリーズ初のP機および2種タイプ。通常時も一般で言う「大当たり」抽選（特別図柄抽選）を行っておらず、小当たりに当選することにより開放するアタッカー内に球を入れることにより大当たりとなる。
- 今作より劇画風のバカボンの声を、第5作『深夜!天才バカボン』で演じた入野自由が担当している。
- バカ速装置といった自社パロディも含め、『エヴァンゲリオン』シリーズや『押忍!番長』シリーズなどパチンコ・パチスロの他メーカー他機種、また『ドラゴンボール』をはじめとしたパチンコ・パチスロ化されたことのない複数のジャンプ作品のパロディ演出が存在する。

### スペック
1. 『P神・天才バカボン～神SPEC～』（2021年10月）
  - 形式名 P天才バカボン6FN-F
  - 実質大当たり確率 1/319.7（通常時）、1/44.8（RUSH中）
  - 時短

【通常時】42回（鬼RUSH）:75%、なし:25%
【鬼RUSH・残保留】1031回（超特訓）:33%、42回（鬼RUSH）:67%
【超特訓・神鬼RUSH】70回（神鬼RUSH）:100%
  - 賞球数 1&1&4&1&15
  - ラウンド数 10R/10C
2. 『P神・天才バカボン～甘神SPEC～』（2023年2月）
  - 形式名 P天才バカボン6FD-RS
  - 実質大当たり確率 1/129.77（通常時）、1/44.8（RUSH中）
  - ラウンド振り分け・時短

【通常時】3R/30回（鬼RUSH）:72%、3R/なし:28%
【鬼RUSH・残保留】10R/1031回（超特訓）:33%、10R/30回（鬼RUSH）:67%
【超特訓・神鬼RUSH】10R/81回（神鬼RUSH）:100%
  - 賞球数 1&3&4&10
  - ラウンド数 3or10R/10C

### 図柄キャラクター
『クラシック』以来に9図柄が復活し、図柄の色も奇数が赤、偶数が青という従来のものに戻った。また、夜のイヌの代わりに白ウナギイヌが加わり、キャラクターの配置も一新された。後述の『世紀末』も同様。
- 時短図柄
  - 1. ハジメ
  - 3. パパ
  - 5. 白ウナギイヌ
  - 7. パパ&バカボン
  - 9. バカボン

- チャンス図柄
  - 2. 本官
  - 4. レレレ
  - 6. ウナギイヌ
  - 8. ママ

## P世紀末・天才バカボン
2023年10月発売のシリーズ8作目・7代目。

### 特徴
- 2020年に富田耕生が死去したため、バカボンのパパの担当声優が変更されている。
- 前作『P神・天才バカボン』の正統後継機。大まかな内容は前作と同様だが、時短中の上位モードが廃止されている。

### スペック
1. 『P世紀末・天才バカボン～神SPEC凱旋～』（2023年10月）
  - 形式名 P天才バカボン7FM-JV
  - 実質大当たり確率 1/319.7（通常時）、1/76.2（神RUSH中）
  - ラウンド振り分け・時短

【通常時】10R×2/100回（神RUSH）:1%、10R/100回（神RUSH）:64%、10R/なし:35%
【神RUSH（99回転目まで）】10R×2/100回（神RUSH）:30%、10R/100回（神RUSH）:70%
【神RUSH（100回転目）・残保留】10R/100回（神RUSH）:100%
  - 賞球数 1&1&5&15
  - ラウンド数 10R/10C

## 関連商品
- 『必殺パチンコステーションV2 天才バカボン』（2001年7月、サンソフト、PlayStation 2用ゲームソフト）
- 『必殺パチンコステーションV7 天才バカボン2』（2003年5月、サンソフト、PlayStation 2用ゲームソフト）